# 니키 보이어
니키 보이어(Nikki Boyer, 1975년 7월 22일 ~ )는 미국의 배우, 싱어송라이터

## 출연 작품
- 스케치 (2012)
- 코요테 카운티 루저 (2009)